# 長野県県民文化会館

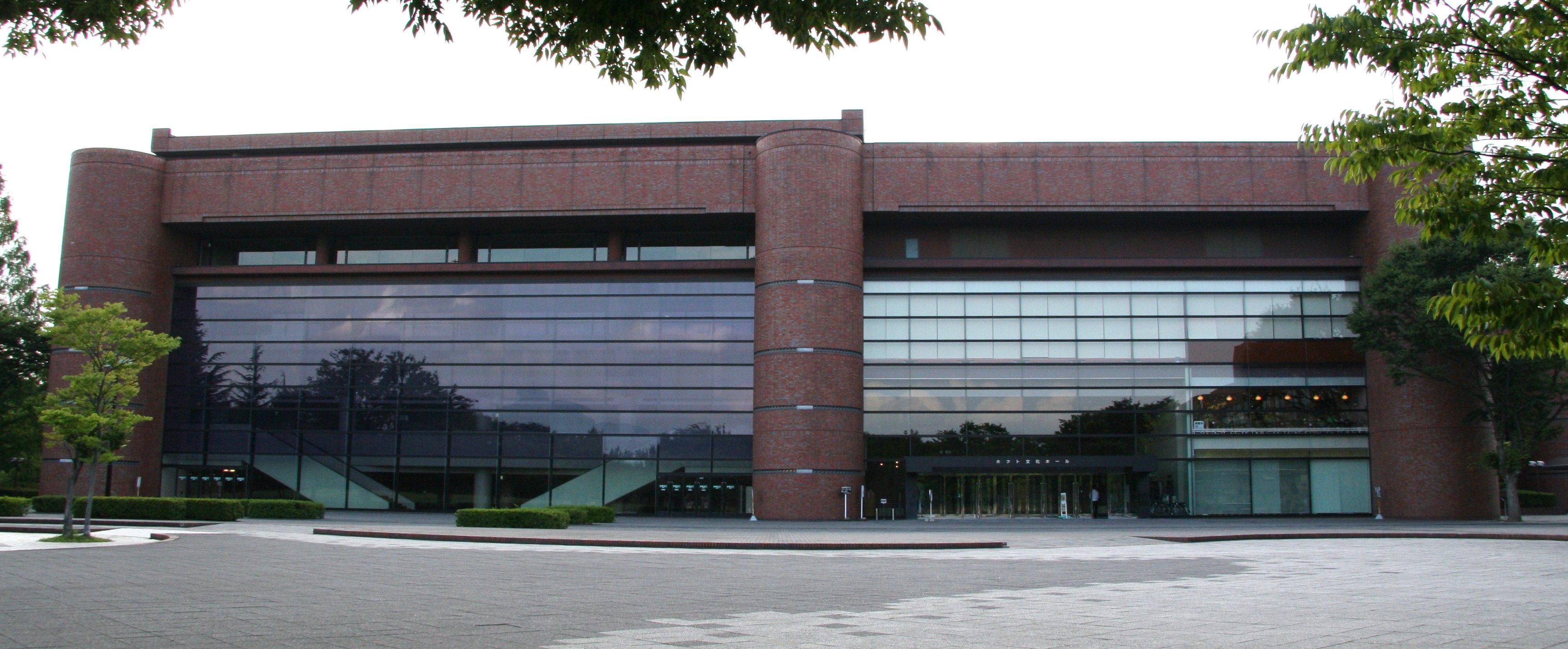
建物正面

長野県県民文化会館（ながのけんけんみんぶんかかいかん）は、長野県長野市若里にある多目的ホール。愛称はホクト文化ホール（ホクトぶんかホール）。若里公園に隣接する。

## 概要・沿革
1983年（昭和58年）に開館。開館前年の1982年（昭和57年）にはオーストリア共和国でウィーン楽友会館（文化会館同士の提携であるとして、長野県県民文化会館側が表記しているが、このホールはウィーン楽友協会ホールともウィーン・ムジークフェラインザールとも呼ばれている。なお、提携当時の新聞には楽友協会（ムジーク・フェライン）ホールと書かれている。）と姉妹提携を行っている。姉妹提携事業として毎年9月にはウィーンから音楽家を招きセミナーと演奏会を行っている。また姉妹提携先であるウィーン楽友協会からの進言に基づき、アマチュア演奏家を中心とした長野フィルハーモニー管弦楽団を組織。付属オーケストラとして育成を行っている。
1998年長野オリンピックの開会式で小澤征爾が使用。
長野県が2005年（平成17年）に指定管理者制度導入施設として、その管理を一般公募した。結果、運営は長野県文化振興事業団が行っている。2006年（平成18年）から管理受託期間は3年である。
命名権（ネーミングライツ）の売却により、2009年（平成21年）4月1日から愛称を「ホクト文化ホール」とすることが決定した。当初は2012年（平成24年）3月31日までの3年間とされていたが、2012年（平成24年）4月1日からの5年契約を更新し、さらに2017年（平成29年）4月1日から5年契約を再び更新したため、2022年（令和4年）3月31日まではこの愛称が使用され、さらに2027年（令和9年）まで更新された。
2012年（平成24年）、公募によりトロンボーン奏者の金澤茂が館長に就任した。
2018年（平成30年）1月、大ホールおよび中ホールの大規模改修工事を開始。
2018年（平成30年）8月1日、リニューアルオープン。耐震化の他、座席幅を約4cm拡大し、後列視界確保のために千鳥配列に改修。これにより座席数は 大ホール1971席、中ホール984席となる。

## 施設・客席数
- 大ホール：1971席
- 中ホール：984席
- 小ホール：300席
- 展示室
- 会議室（4室）

## 装飾
- 大ホール緞帳　原画：小山敬三　題「紅浅間」
- 中ホール緞帳　原画：東山魁夷　題「静映」

- ロビー・ホワイエ　ステンドグラス「信州」

　　　　　　　　　　  ブロンズ「飛躍」作者：清水多嘉示
- 中ホールホワイエ　漆絵「高原」
- 大ホールホワイエ　木彫「信州賛歌」

## 所在地
- 〒380-0928：長野県長野市若里一丁目1番3号

## 交通アクセス
- 東日本旅客鉄道（JR東日本）・しなの鉄道・長野電鉄長野線 長野駅から徒歩で約15分、車で約5分。
- 上信越自動車道 長野ICから約30分。